# Eishockey-Weltmeisterschaft 1953
Die 20. Eishockey-Weltmeisterschaft und 31. Eishockey-Europameisterschaft im Jahre 1953 fand vom 7. bis 15. März in der Schweiz in Zürich und Basel statt.
Das Turnier wurde als „Farce“ empfunden, weil sich für das A-WM-Turnier nur vier Mannschaften angemeldet hatten. Es fehlten insbesondere die spielstarken Eishockeynationen Kanada und USA, aber auch die A-Gruppen Teams aus Norwegen oder Polen glänzten durch Abwesenheit. Am gleichzeitig stattfindenden B-Turnier, das als Juniorturnier bezeichnet wurde, nahmen immerhin fünf Nationen plus eine B-Vertretung der Schweiz (außer Konkurrenz) teil. Der sportliche Wert des WM-Turniers wurde noch weiter dadurch geschmälert, dass die Tschechoslowakei nach dem Tod ihres Staatspräsidenten Gottwald das Turnier abbrach und vorzeitig die Heimreise antrat. Immerhin verdankt das bundesdeutsche Team dieser Entwicklung die zweite Silbermedaille seiner WM-Geschichte und brachte den Schweden ihren ersten WM-Titel sowie ihre siebte Europameisterschaft.
Aufgrund der geringen Teilnehmerzahl wurde das Turnier in einer Doppelrunde ausgespielt.

## A-Weltmeisterschaft

### Spiele

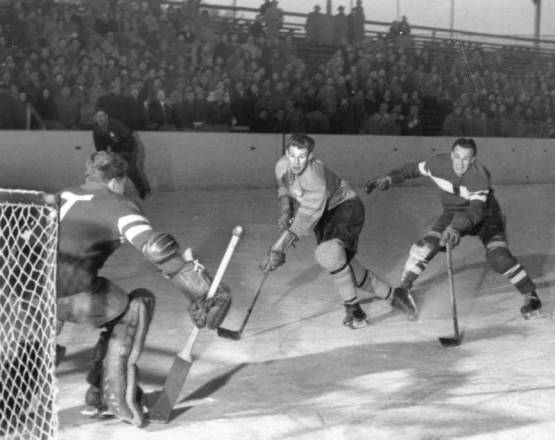
Spielszene Schweden gegen BR Deutschland

| 7. März 1953  | Basel  | Tschechoslowakei | – | BR Deutschland   | 11:2 (4:1,5:0,2:1) |
| 7. März 1953  | Basel  | Schweiz          | – | Schweden         | 2:9 (1:2,1:5,0:2)  |
|               |        |                  |   |                  |                    |
| 8. März 1953  | Basel  | Schweiz          | – | Tschechoslowakei | 4:9 (0:4,1:2,3:3)  |
| 8. März 1953  | Basel  | Schweden         | – | BR Deutschland   | 8:6 (4:1,3:3,1:2)  |
|               |        |                  |   |                  |                    |
| 10. März 1953 | Basel  | Schweden         | – | Tschechoslowakei | 5:3 (5:1,0:1,0:1)  |
| 10. März 1953 | Basel  | Schweiz          | – | BR Deutschland   | 3:2 (1:0,1:2,1:0)  |
|               |        |                  |   |                  |                    |
| 12. März 1953 | Zürich | Schweiz          | – | Schweden         | 1:9 (1:5,0:1,0:3)  |
| 12. März 1953 | Zürich | Tschechoslowakei | – | BR Deutschland   | 9:4 (4:2,2:1,3:1)  |
|               |        |                  |   |                  |                    |
| 13. März 1953 | Zürich | Schweiz          | – | Tschechoslowakei | nicht ausgetragen  |
| 13. März 1953 | Zürich | Schweden         | – | BR Deutschland   | 12:2 (2:0,5:1,5:1) |
|               |        |                  |   |                  |                    |
| 15. März 1953 | Zürich | Schweiz          | – | BR Deutschland   | 3:7 (2:4,0:1,1:2)  |
| 15. März 1953 | Zürich | Schweden         | – | Tschechoslowakei | nicht ausgetragen  |

### Abschlusstabelle
| Pl | Mannschaft       | Sp              | S               | U               | N               | Tore            | Diff            | Pkt.            |
| -- | ---------------- | --------------- | --------------- | --------------- | --------------- | --------------- | --------------- | --------------- |
| 1  | Schweden         | 4               | 4               | 0               | 0               | 38:11           | +27             | 8:0             |
| 2  | BR Deutschland   | 4               | 1               | 0               | 3               | 17:26           | −9              | 2:6             |
| 3  | Schweiz          | 4               | 1               | 0               | 3               | 9:27            | −18             | 2:6             |
| 4  | Tschechoslowakei | disqualifiziert | disqualifiziert | disqualifiziert | disqualifiziert | disqualifiziert | disqualifiziert | disqualifiziert |

### Meistermannschaften
| Weltmeister Schweden  | Thord Flodqvist, Hans Isaksson, Göte Almqvist, Åke Andersson, Lars Björn, Hans Isaksson, Rune Johansson, Sven Thunman; Hans Andersson-Tvilling, Stig Andersson-Tvilling, Göte Blomqvist, Sigurd Bröms, Stig Carlsson, Erik Johansson, Gösta Johansson, Rolf Pettersson, Sven Johansson, Hans Öberg Trainer: Folke Jansson |
| Silber BR Deutschland | Alfred Hoffmann, Ulli Jansen – Martin Beck, Anton Biersack, Bruno Guttowski, Karl Bierschel – Kurt Sepp, Xaver Unsinn, Georg Guggemos, Otto Brandenburg, Markus Egen, Walter Kremershof, Fritz Poitsch, Karl Enzler, Dieter Niess, Hans Rampf Trainer: Bruno Leinweber                                                    |
| Bronze Schweiz        | Hans Bänninger, Martin Riesen – Emil Handschin, Rudolf Keller, Silvio Rossi, Armin Schütz – Hans-Martin Trepp, Uli Poltera, Gebhard Poltera, Walter Dürst, Otto Schläpfer, Otto Schubiger, Françis Blank, Michael Wehrli, Gian Bazzi, Oscar Mudry Trainer: Frank Sullivan                                                 |

Europameister

 Schweden

## B-Weltmeisterschaft (Junior-Turnier)

### Spiele
| 7. März 1953  | Zürich | Italien        | – | Österreich     | 9:5 (3:1,4:3,2:1) |
| 7. März 1953  | Basel  | Schweiz B      | – | Großbritannien | 1:3 (1:0,0:1,0:2) |
|               |        |                |   |                |                   |
| 8. März 1953  | Basel  | Österreich     | – | Niederlande    | 5:3 (2:0,2:3,1:0) |
| 8. März 1953  | Zürich | Schweiz B      | – | Frankreich     | 7:1 (4:1,1:0,2:0) |
|               |        |                |   |                |                   |
| 10. März 1953 | Zürich | Großbritannien | – | Niederlande    | 8:4 (4:2,1:2,3:0) |
| 10. März 1953 | Zürich | Schweiz B      | – | Italien        | 1:2 (1:0,0:0,0:2) |
|               |        |                |   |                |                   |
| 11. März 1953 | Zürich | Österreich     | – | Frankreich     | 8:1 (2:1,2:0,4:0) |
| 11. März 1953 | Basel  | Italien        | – | Niederlande    | 7:0 (4:0,1:0,2:0) |
|               |        |                |   |                |                   |
| 12. März 1953 | Basel  | Großbritannien | – | Frankreich     | 8:3 (3:0,3:1,2:2) |
|               |        |                |   |                |                   |
| 13. März 1953 | Basel  | Großbritannien | – | Österreich     | 3:0 (1:0,1:0,1:0) |
| 13. März 1953 | Basel  | Schweiz B      | – | Niederlande    | 7:5 (1:1,5:2,1:2) |
|               |        |                |   |                |                   |
| 14. März 1953 | Basel  | Italien        | – | Frankreich     | 5:2 (2:1,1:0,2:1) |
| 14. März 1953 | Basel  | Schweiz B      | – | Österreich     | 8:2 (2:0,1:1,5:1) |
|               |        |                |   |                |                   |
| 15. März 1953 | Basel  | Niederlande    | – | Frankreich     | 8:3 (4:1,2:1,2:1) |
| 15. März 1953 | Zürich | Italien        | – | Großbritannien | 3:2 (3:0,0:0,0:2) |

### Abschlusstabelle der B-Weltmeisterschaft
| Pl | Mannschaft     | Sp | S | U | N | Tore  | Diff | Pkt.  |
| -- | -------------- | -- | - | - | - | ----- | ---- | ----- |
| 1  | Italien        | 5  | 5 | 0 | 0 | 26:10 | +16  | 10: 0 |
| 2  | Großbritannien | 5  | 4 | 0 | 1 | 24:11 | +13  | 08: 2 |
| 3  | Schweiz B+     | 5  | 3 | 0 | 2 | 24:13 | +11  | 06: 4 |
| 4  | Österreich     | 5  | 2 | 0 | 3 | 20:24 | −4   | 04: 6 |
| 5  | Niederlande    | 5  | 1 | 0 | 4 | 20:30 | −10  | 02: 8 |
| 6  | Frankreich     | 5  | 0 | 0 | 5 | 10:36 | −26  | 00:10 |

+ außer Konkurrenz
Sieger der B-Weltmeisterschaft:  Italien